# Ocean Software
Ocean Software, Ltd (in de Verenigde Staten ook wel Ocean of America, Inc.), vaak afgekort tot Ocean was een Brits softwarebedrijf dat uitgroeide tot een van de grootste computerspelontwikkelaar van Europa in de jaren tachtig en jaren negentig.

## Geschiedenis
Ocean Software werd opgericht in 1984 door David Ward en Jon Woods en was gevestigd in Manchester. Ocean ontwikkelde tientallen computerspellen voor een veelvoud aan platforms zoals: ZX Spectrum, Commodore 64, MSX, Amstrad CPC, Commodore 16, Atari ST, Amiga, pc en spelcomputers als de NES, SNES, Master System en de Mega Drive.
In 1996 werd het bedrijf overgenomen door het Franse computerspelbedrijf Infogrames, in 1998 hernoemd tot Infogrames UK, in 2004 tot Atari UK, en ten slotte in 2009 als Atari, Inc. 
In 1984 bracht Ocean haar eerste spellen uit. Dit waren o.a. Moon Alert, Hunchback, High Noon, Gilligan's Gold, Daley Thompson's Decathlon. Later dat jaar nam Ocean Software het bedrijf Imagine uit Liverpool over en verschoven de activiteiten van het ontwikkelen naar het uitgeven van computerspellen. Ook sloot het bedrijf een deal met Konami om hun arcadespellen voor de homecomputers uit te geven. In 1985 bemachtigde het bedrijf zijn eerste filmlicenties zoals Rambo, Short Circuit en Cobra. Ook spellen van bekende televisieseries als Miami Vice en RoboCop stonden een jaar lang bovenaan in de ranglijsten.
In 1986 sloot het bedrijf een deal met Taito en Data East om hun arcadespellen uit te geven voor homecomputers. Het ging om computerspellen als Arkanoid, Renegade, Operation Wolf en The NewZealand Story. In 1987 bracht het bedrijf enkele spellen uit zoals Head over Heels, Matchday II en Wizball. Voor de PlayStation werd in 1996 het spel Cheesy uitgegeven.
Ocean Software werd in 1996 opgekocht door Infogrames voor £100.000.000, en in 1998 werd het bedrijf hernoemd tot Infogrames UK. Ook werd datzelfde jaar Digital Image Design overgenomen.
De laatste door Ocean uitgebrachte spellen waren GT 64: Championship Edition, en Mission: Impossible uit voor de Nintendo 64.

## Ocean Loader
Op de Commodore 64 stond het bedrijf bekend om zijn 'Ocean Loader'. Het laden van een spel duurde al gauw meerdere minuten. Met de Ocean Loader werden er tijdens het laden van het spel afbeeldingen getoond en muziek in de achtergrond gespeeld. De Ocean Loader werd voor het eerst gebruikt bij Hyper Sports. Op de ZX Spectrum werden spellen geladen via het Speedlock-beveiligingssysteem. Hierbij werd een teller in beeld getoond met de resterende laadtijd. In 2004 gaf Paul Hughes de sourcecode vrij van sommige ontwikkeltools die Ocean gebruikte.

## Computerspellen onder licentie
- The Addams Family  (1992)
- The Addams Family: Pugsley's Scavenger Hunt  (1994)
- Addams Family Values (1994)
- Batman (1986)
- Batman: The Caped Crusader (1988)
- Batman: The Movie (1989)
- Cobra (1986)
- Cool World (1992)
- Darkman (1991)
- Dennis The Menace (1993)
- Eek! The Cat (1994)
- The Flintstones (1994)
- Highlander (1986)
- Hook  (1992)
- Jurassic Park (1993)
- Knight Rider (1986)
- Lethal Weapon (1992)

- Manchester United Championship Soccer (1995)
- Miami Vice (1986)
- Navy Seals (1990)
- Platoon (1988)
- Rambo (1985)
- Rambo 3 (1988)
- RoboCop (1988)
- RoboCop 2 (1990)
- RoboCop 3 (1992)
- Short Circuit (1987)
- Street Hawk (1986)
- Total Recall (1990+1991)
- The Transformers
- The Untouchables (1989)
- Waterworld  (1995)
- WWF WrestleMania (1991)
- WWF European Rampage Tour (1992)

## Overige computerspellen
- Animal (1996)
- Battle Command (1990)
- Beach Volley (1989)
- Burnin' Rubber (1990)
- Cabal (1989)[2]
- Chase HQ (1988)[2]
- Chase HQ II (1989)[2]
- Cheesy (1996)
- Choplifter III (1994)
- Combat School (1987)
- Daley Thompson's Decathlon (1984)
- Daley Thompson's Olympic Challenge (1988)
- Daley Thompson's Supertest (1985)
- Doom (SNES PAL) (1996)
- Eco (1987)
- EF2000 (1997)
- Elf (1991)
- F29 Retaliator (1990)
- Gryzor (1987)[2]
- Head Over Heels (1987)
- Hunchback (1984)[2]
- Ivanhoe (1990)
- Inferno (1994)
- Jelly Boy (1994)
- Jersey Devil (1997)
- Kid Chaos, ook bekend als Kid Vicious (1994)
- Last Rites (1997)
- Lost Patrol (1990)
- Matchday (1985)

- Matchday II (1987)
- Midnight Resistance (1990)[2]
- Mr. Nutz (1993)
- Mr. Nutz: Hoppin' Mad (1994)
- Mr Wimpy (1984)
- Operation Wolf (1989)[2]
- Operation Thunderbolt (1990)[2]
- Pang (1990)[2]
- Parallax (1986)
- Parasol Stars (1992)[3]
- Pushover (1992)
- Rainbow Islands (1990)[2]
- Shadow Warriors (1990)[2]
- Salamander (1988)[2]
- Sleepwalker (1993)
- Space Gun (1992)[2]
- Super Turrican 2 (1995)
- Sword Maker 64 (1997)
- TFX (1993)
- The Great Escape (1986)
- The NewZealand Story (1989)[2]
- Toki (1991)[2]
- Weaponlord (SNES PAL) (1995)
- Wetrix (Nintendo 64) (1998)
- Where Time Stood Still (1987)
- Wizball (1988)
- Wizkid (1992)
- Worms (1995)
- Zero Divide (1996)

## Onderscheidingen
- In 1989 kreeg Ocean de prijs British Golden Joystick Award in de categorie Softwarebedrijf van het jaar.[4]